# ATROM
ATROM – rumuńska haubica samobieżna na podwoziu kołowym opracowana na bazie Izraelskiej samobieżnej haubicy ATMOS 2000.

## Historia
ATROM powstał w latach 2002–2003 we współpracy pomiędzy izraelskim producentem haubicy ATMOS 2000, firmą Soltam Systems a rumuńską firmą Aerostar z Bacău. Artyleryjska część ATMOS 2000 została zintegrowana z nowym nośnikiem, którym została ciężarówka Roman 26.360 DFAEG. Pojazd napędzany jest silnikiem o zapłonie samoczynnym MAN 2886 LF-24 o mocy 360 KM wraz z automatyczną transmisją Steyr VG 1600/3000. Załoga liczy pięciu żołnierzy. Kabina ciężarówki jest lekko opancerzona, chroni przed ostrzałem z broni strzeleckiej i odłamkami artyleryjskimi. Pojazd wyposażony jest pomocniczą jednostkę napędową o mocy 10 kW, dostarczającą energii przy wyłączonym silniku ciężarówki. Haubica ma możliwość modyfikacji swojego położenia w poziomie po 25° na boki od osi pojazdu a w pionie od -3 do +70°. Jednostka ognia wynosi 24 pociski plus ładunki miotające. Haubica wyposażona jest w automatyczny ubijak. W skład wyposażenia wchodzi również cyfrowy system kierowania ogniem tożsamy z zastosowanym w wieloprowadnicowej wyrzutni rakietowej LAROM, innercyjny układ nawigacyjny z funkcją mapowania oraz środki łączności. 